# Максим (Попов)
Иеромонах Максим (в миру Мефодий Григорьевич Попов; 17 июня 1876—1934) — иеромонах Русской православной церкви.
Канонизирован в лике преподобномученика.

## Жизнеописание
Мефодий Попов родился в 1876 году в селе Большой Сурмет Бугурусланского уезда Самарской губернии в зажиточной верующей в Бога крестьянской семье. Его отец был попечителем строящегося в селе храма во имя святых бессребреников Космы и Дамиана. В семье было пятеро детей, четверо из них впоследствии стали монахами.
В 1900 году Мефодий женился на крестьянке Елене Тимофеевне Поляковой, и у них родилось шестеро детей: первый ребёнок родился в 1902 году, последний — в 1916-м. В 1922 году он овдовел (жена скончалась от тифа).
В 1926 году во Владимирском Каменском монастыре управляющим Уфимской епархией епископом Давлекановским Иоанном (Поярковым) был пострижен в монашество с именем Максим и рукоположён им же в сан иеромонаха.
С 1926 года служил в храме Сергиевского женского монастыря Белебеевского уезда Уфимской губернии (ныне Белебеевский район Башкирии).
Зимой 1927/28 года монастырь был закрыт. В нём организовали колонию для беспризорных. Однако для службы в храме разрешили остаться отцу Максиму и 12 монахиням.
В 1929 году храм закрыли. С 1930 года отец Максим служил в Ильинском храме в селе Рябаш Приютовского (ныне Ермекеевского) района в Башкирии. У него не было своего жилья, жил у верующих прихожан.
Был арестован 17 сентября 1931 года в городе Белебее, куда приходил помолиться на праздновании Табынской иконы Божией Матери. Повод для ареста — заявление корреспондента златоустовской газеты «Пролетарская мысль», проявившего «революционную бдительность»: увидев на рынке Белебея священника и монахиню, корреспондент заподозрил отца Максима в проведении агитации среди крестьян и сообщил об этом в милицию.
После ареста отец Максим был приговорён к пяти годам ссылки. Год провел в тюрьме Белебея, затем три года в лагере в деревне Наволоки Холмогорского района Архангельской области. Умер в 1934 году в лагере от воспаления лёгких. Перед смертью за ним ухаживал житель Наволок Маслов, он же его и похоронил.
В 1989 году был реабилитирован Прокуратурой Башкирской АССР.

## Канонизация
В 2000 году иеромонах Максим был канонизирован Архиерейским Собором РПЦ.